# Semax
Semax es un fármaco neuroregulador, neuromodulador y neuroprotector, consistente en un neuropéptido neuroactivo desarrollado a partir de un corto fragmento de hormona adrenocorticotropa (ACTH), Pro8-Gly9-PRO10 ACTH (4-10).
Según afirma el laboratorio que tiene la patente, Semax puede tratar lesiones isquémicas cerebrales (derrame y lesiones cerebrales). Salvaguarda las neuronas, reduciendo el tamaño del infarto, evita el daño permanente y ayuda a la recuperación y la restitución de las capacidades mentales y motoras después de lesiones isquémicas.
Como nootrópico potenciaría la capacidad intelectual, la concentración y la memoria.